# Хмельницкий, Пётр Георгиевич
Пётр Георгиевич Хмельницкий (1929—2012) — ветеран «Аэрофлота», один из лучших пилотов в истории советской гражданской авиации.

## Биография
Родился 13 июля 1929 года в Киеве.
После окончания средней школы поступил в Криворожское лётное училище ГВФ, которое окончил в 1949 году. Был выпускником первого набора Ленинградского высшего авиационного училища ГВФ (1959).
Летал вторым пилотом, затем командиром воздушных судов По-2, Ли-2, Ил-12, Ил-14. На международных авиалиниях работал в должностях командира эскадрильи, командира летного и заместителя командира объединенного летного отряда, один из первых освоил полёты на новых самолётах Ил-18, Ил-62, Ил-62М.
Из книги Виктора Бушина «По странам и континентам»:

«С 1 апреля 1960 года Ил-18 стал эксплуатироваться на авиалинии Москва — Каир — Москва. Первый беспосадочный рейс на Ил-18 выполнил экипаж командира корабля П. Г. Хмельницкого (второй пилот В. Г. Лапиков, штурман В. Я. Рябов, бортрадист А. Л. Федосов, бортмеханик Е. И. Пузанов, бортпроводники Е. А. Антонова, Э. А. Яровая, В. М. Юрченко и Т. Д. Звонова). С весны 1960 года самолёты Ил-18 начали эксплуатироваться на трассах из Москвы в Берлин, Стокгольм, Хельсинки, Вену и другие города Европы.»

2 декабря 1961 года экипаж Ил-18 под управлением П. Г. Хмельницкого выполнил технический рейс из Москвы в Джакарту и обратно протяжённостью свыше 20000 км.
В марте 1971 года был создан 64-й международный отряд самолётов Ан-12 во главе с командиром Петром Георгиевичем Хмельницким. Из 247 лётных отрядов было отобрано 25 экипажей, а сам отряд был перебазирован в Домодедово и передан в Московское управление Гражданской авиации. Позже П. Г. Хмельницкий был назначен на должность заместителя командира Шереметьевского объединённого отряда по лётной части.
Хмельницкий подготовил более 50 командиров воздушных судов. Организовывал и выполнял первые рейсы в более чем 20 стран Европы, Африки, Азии. Безаварийно налетал более 20 тысяч часов.

«Я Африку знал даже лучше, чем Советский Союз, — вспоминает Пётр Георгиевич Хмельницкий. — Студентов возили из Центрально-Африканской Республики, из Кении, из Зимбабве — отовсюду. Потом везли обратно, на каникулы, потом снова на учёбу. Налетали над Африкой сотни километров, «отметились» в десятках аэропортов».

Возглавлял службу бортпроводников ЦУМВС.
Умер в декабре 2012 года.

## Семья
- Жена П. Г. Хмельницкого — Мария Ивановна проработала более 40 лет в Медицинском центре Аэрофлота.
- Двое сыновей: младший — Иван Петрович, работает в Аэрофлоте с 1991 года, летал бортинженером, бортинженером-инструктором на самолётах Ту-154 и Ил-96-300.

## Награды
- орден Октябрьской Революции;
- орден Трудового Красного Знамени;
- Заслуженный пилот СССР (1985);
- знак «Отличник Аэрофлота»;
- Нагрудный знак «Почётный работник транспорта России»;
- медали

## Память

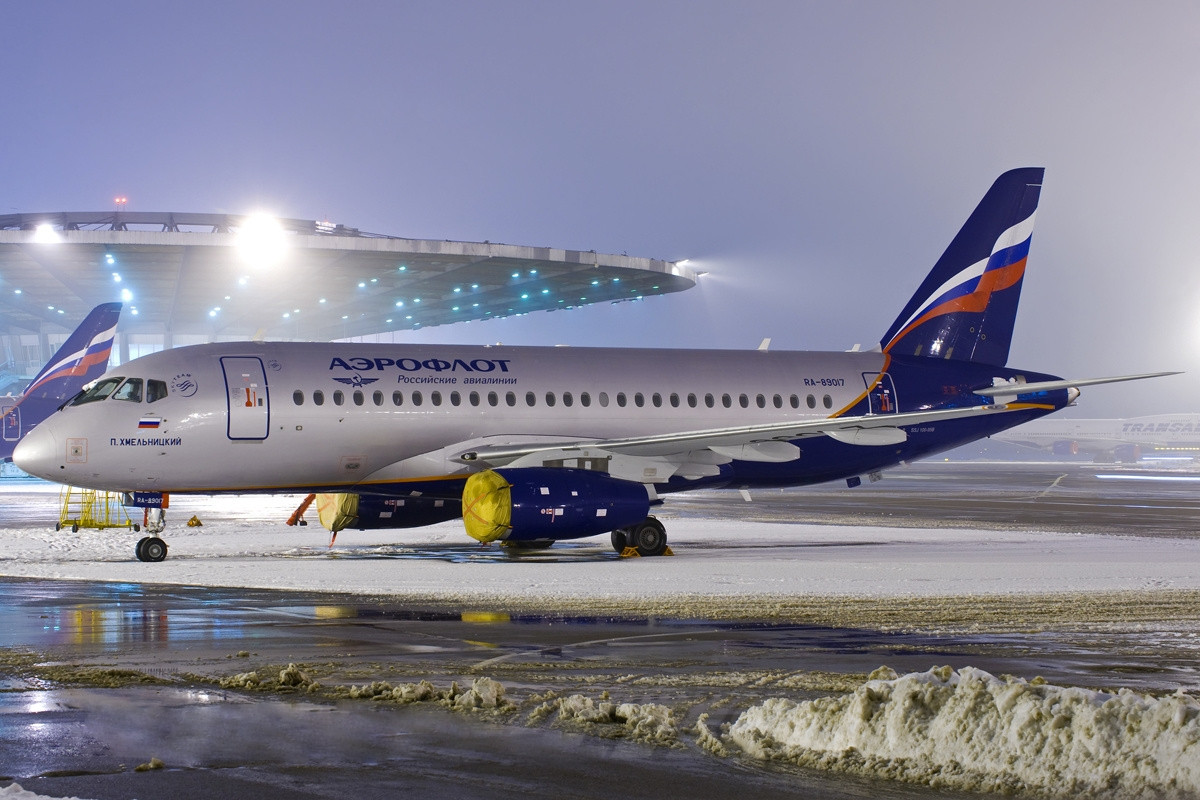
Самолёт им. Хмельницкого

- Именем Петра Хмельницкого назван третий самолёт Суперджет, поставленный авиакомпании «Аэрофлот» в соответствии с изменённой заказчиком спецификацией (комплектация «full»). Передан в авиакомпанию 16 декабря 2013 года[3].